# Pittsfield Building
Le Pittsfield Building est un gratte-ciel de 168 mètres de hauteur situé dans le secteur financier du Loop à Chicago, dans l'État de l'Illinois, aux États-Unis. Érigé entre 1926 à 1927, l'immeuble est desservi par 16 ascenseurs.
L'immeuble a été conçu dans un style néogothique par l'agence Graham, Anderson, Probst & White.
Le hall mène à un atrium de cinq étages avec plusieurs magasins à l'intérieur.
Le bâtiment a été développé par Marshall Field, un important entrepreneur du secteur du commerce, et a été appelé d'après la ville de Pittsfield dans le Massachusetts où Marshall Field a obtenu son premier travail.
L'immeuble a été un temps possédé par le Field Museum of Natural History.